# Aapticheilichthys websteri
Aapticheilichthys websteri – gatunek słodkowodnej ryby karpieńcokształtnej z rodziny piękniczkowatych (Poeciliidae), jedyny przedstawiciel rodzaju Aapticheilichthys.

## Występowanie
Zachodnia część równin Gabonu.